# Pensilvania

Localização de Pensilvania no departamento de Caldas.

Pensilvania é um município localizado no departamento colombiano de Caldas.